# Lush (альбом Mitski)
Lush — первый студийный альбом японо-американской певицы и автора-исполнителя Mitski (Мицуки Мияваки), вышедший 31 января 2012 года.

## Отзывы критиков
В ретроспективе карьеры после ее студийного альбома 2018 года Be the Cowboy Джесси Херб из журнала Atwood Magazine сказал, что альбом «играет как прекрасный поток сознания» и высоко оценил поэтическую лирику Мицки.

## Список композиций
Слова и музыка всех песен — Mitski.
| №                   | Название            | Длительность |
| ------------------- | ------------------- | ------------ |
| 1.                  | «Liquid Smooth»     | 2:49         |
| 2.                  | «Wife»              | 2:39         |
| 3.                  | «Abbey»             | 2:49         |
| 4.                  | «Brand New City»    | 2:12         |
| 5.                  | «Eric»              | 3:17         |
| 6.                  | «Bag of Bones»      | 4:36         |
| 7.                  | «Door»              | 2:12         |
| 8.                  | «Pearl Diver»       | 2:44         |
| Общая длительность: | Общая длительность: | 23:15        |

| №                   | Название            | Длительность |
| ------------------- | ------------------- | ------------ |
| 1.                  | «Liquid Smooth»     | 2:49         |
| 2.                  | «Eric»              | 3:17         |
| 3.                  | «Brand New City»    | 2:12         |
| 4.                  | «Real Men»          | 2:41         |
| 5.                  | «Wife»              | 2:39         |
| 6.                  | «Abbey»             | 2:46         |
| 7.                  | «Bag of Bones»      | 4:36         |
| 8.                  | «Door»              | 2:12         |
| 9.                  | «Pearl Diver»       | 2:44         |
| Общая длительность: | Общая длительность: | 26:01        |